# 波尔尼谢
波尔尼谢（法語：Pornichet，法語發音：[pɔʁniʃɛ]）是法国大西洋卢瓦尔省的一个市镇，位于该省西部，卢瓦尔河口北岸，属于圣纳泽尔区。

## 地理
波尔尼谢（47°15'57"N, 2°20'24"W）面积12.67 平方千米，位于法国卢瓦尔河地区大区大西洋卢瓦尔省，该省份为法国西北部沿海省份，位于布列塔尼半岛东南部，北起伊勒-维莱讷省，西北接莫尔比昂省，西临大西洋，南至旺代省，东临曼恩-卢瓦尔省。
与波尔尼谢接壤的市镇（或旧市镇、城区）包括：拉博勒-埃斯库布拉克、圣纳泽尔。
波尔尼谢的时区为UTC+01:00、UTC+02:00（夏令时）。

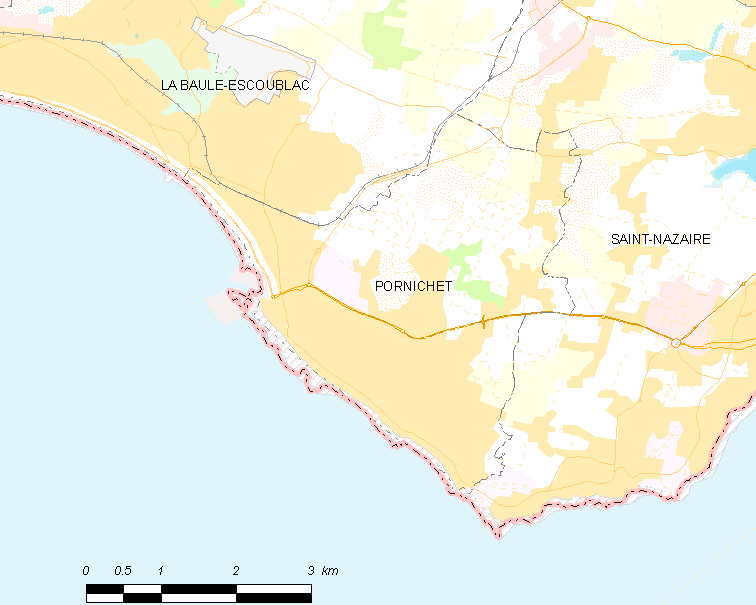
波尔尼谢的OSM定位图

## 行政
波尔尼谢的邮政编码为44380，INSEE市镇编码为44132。

## 政治
波尔尼谢所属的省级选区为拉博勒-埃斯库布拉克县。

## 交通
波尔尼谢站每天开行前往巴黎的TGV列车和前往南特的大区列车。

## 人口

1962-2008年间波尔尼谢人口变化图示

波尔尼谢于2022年1月1日时的人口数量为12530人。